# Покрајина Фарс
Фарс (перс. فارس []) је једна од 30 провинција у Ирану. Налази се на југозападу земље и граничи се покрајинама Исфаханом на северу, Јаздом на североистоку и Керманом на истоку, Хормозганом на југу, Бушером на западу и Кохкилујех и Бујер Ахмад на југозападу. Највећи град Фарса је Шираз, који је уједно и административни центар провинције.
Фарс се простире на 122.608 км² на којој, према подацима из 1996, живи око 3,8 милиона људи, од којих је 56,7% урбаног становништва, док 41% чине становници села. Око 1,4% укупног броја људи чине номади.
Фарс је прапостојбина персијског народа.